# Martin Fondse

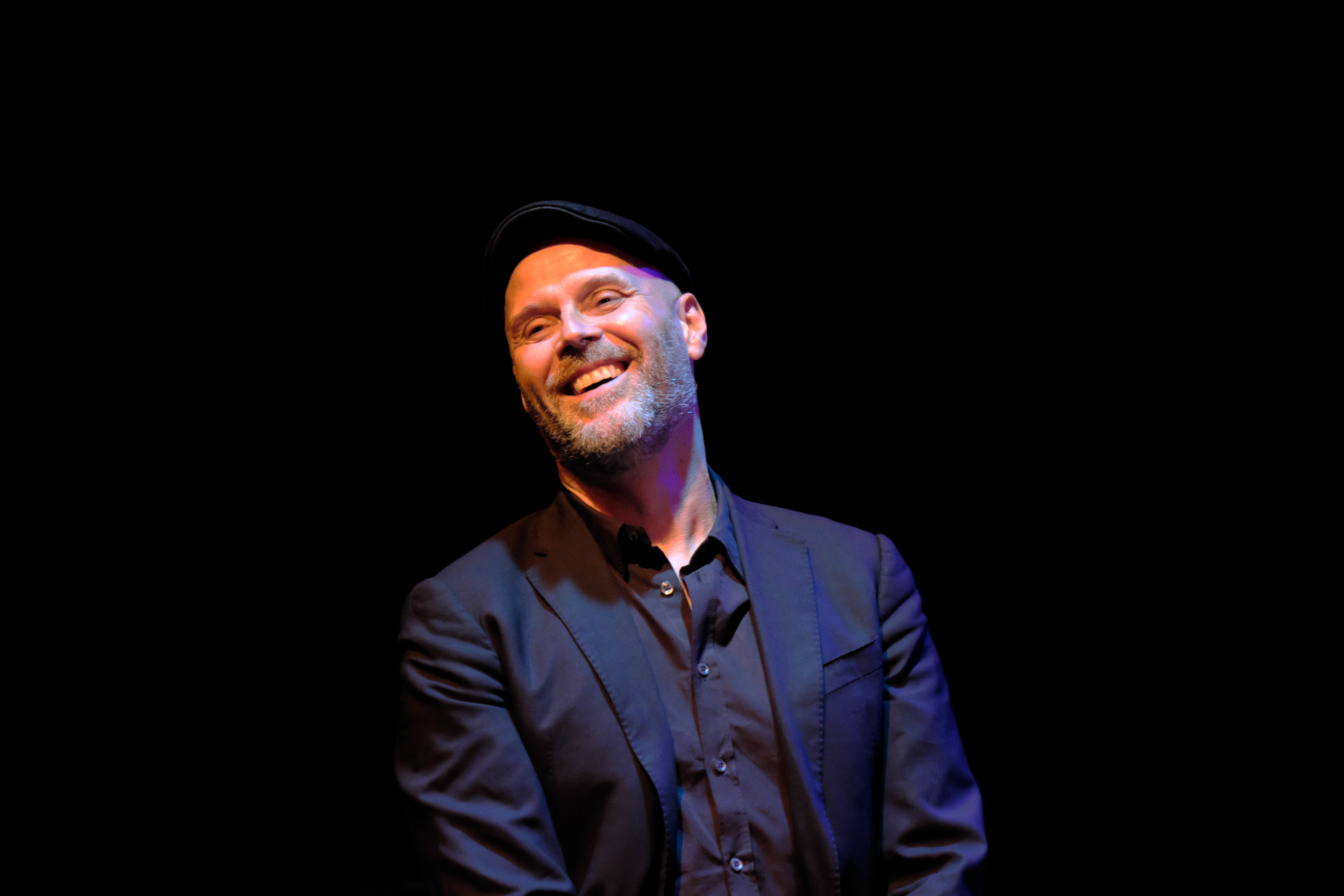
Martin Fondse, 2017

Martin Fondse (* 20. Februar 1967 in Bergen op Zoom) ist ein niederländischer Jazzmusiker (Piano, Arrangement, Komposition).

## Wirken
Fondse studierte Komposition bei Bob Brookmeyer, Dolf de Kinkelder und Bill Dobbins. Klavier studierte er bei Robert Vermeulen, Rob van den Broeck und Kenny Werner.
Fondse gründete 1992 das Oktett De Achtbaan, aus dem 1995 das Martin Fondse Oktemble wurde, das sein Debütalbum einspielte. 2006 gründete er ein Trio (mit Eric van der Westen und Dirk-Peter Kölsch), das er gelegentlich um Claudio Puntin verstärkte. Mit dem Starvinsky Orkestar (heute Martin Fondse Orchestra) gründete er 2008 eine eigene Großformation. Auch arbeitete er mit Pat Metheny, Terry Bozzio, Lenine, Peter Erskine, Doudou N’Diaye Rose, Vernon Reid, George Duke, Cristina Branco, Ernst Reijseger, Mariza, Sezen Aksu, Nils Wogram, Basement Jaxx, Andy Bruce und Matthew Herbert.
Er tritt zumeist mit größeren Ensembles wie der Ebony Band, dem Metropole Orkest, der hr-Bigband, dem Royal Concertgebouw Orchestra, Holland Symfonia oder Limburgs Symfonisch Orkest auf. In der Hauptsache lässt er eigene Kompositionen interpretieren. Diese vereinen Elemente aus verschiedenen Musikkulturen mit solchen der traditionellen Bigband-Literatur. Seine Musik wurde vorgestellt auf dem Jazz International Rotterdam Festival, dem North Sea Jazz Festival, Holland Festival, Moers Festival, Nederlandse Muziekdagen, November Music oder dem Dutch Jazz Meeting.
Zwischen 2015 und 2017 war er Leiter des Sena National Youth Orchestra.

## Preise und Auszeichnungen
Fondse gewann 1996 den Julius Hemphill Award der Jazz Composers Alliance in Boston. Er hat mehrere nationale und internationale Preise für seine Orchesterwerke und Filmmusiken erhalten, darunter einen Edison für das beste niederländische Jazzalbum 2012 und den Zilveren Notenkraker (2016, NJJO). 2017 wurde er mit dem Boy-Edgar-Preis ausgezeichnet. Im selben Jahr erhielt er mit Lenine für ihr Project The Bridge zwei „Prêmio da Música Brasileira“. 2022 wurde er mit dem niederländischen Musikpreis Buma Classical Award der Stiftung Buma Cultuur ausgezeichnet.

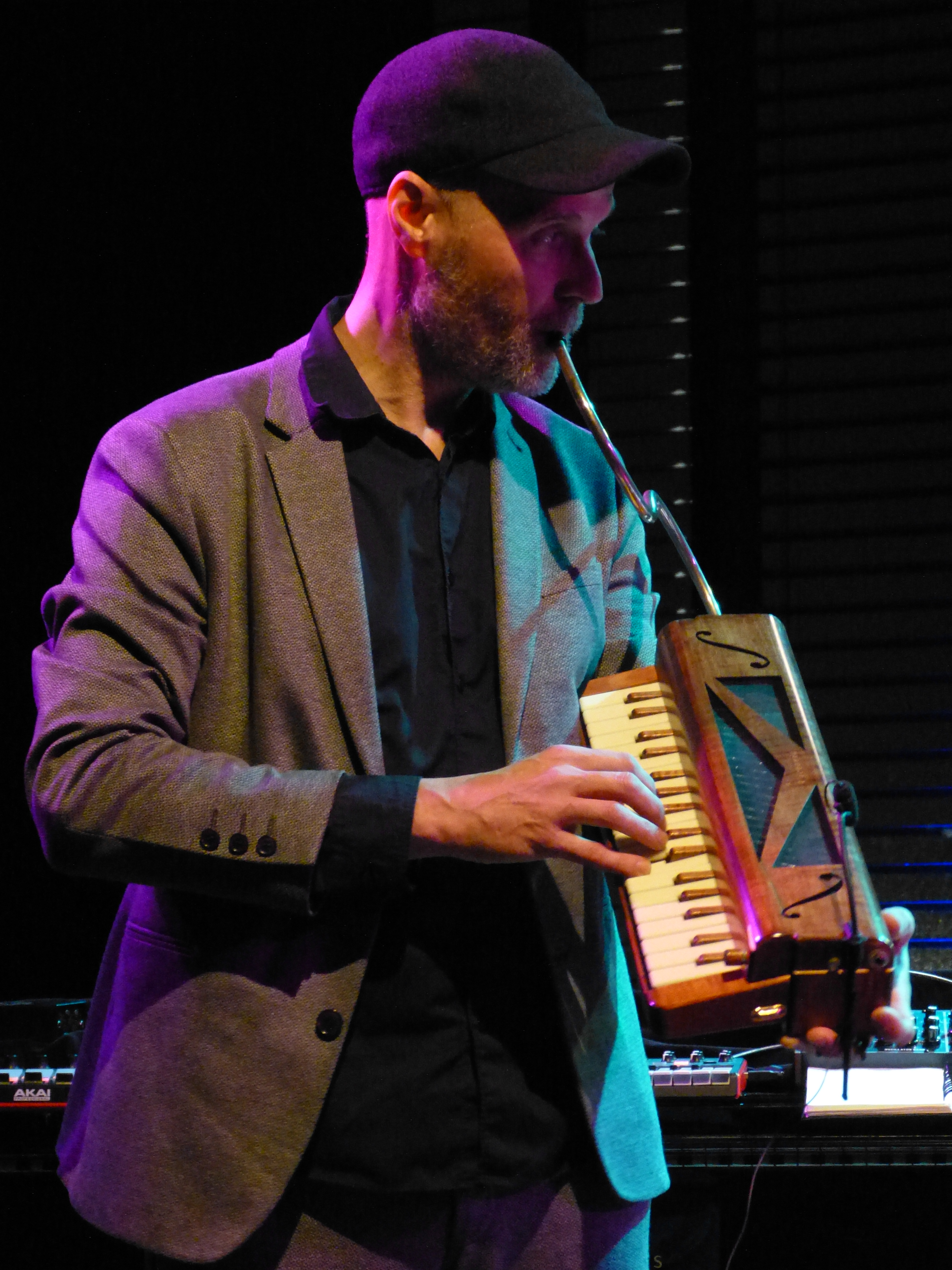
Martin Fondse mit einem Vibrandoneon (2020)

## Diskographie (Auswahl)
- 1995 Martin Fondse Oktemble: 8 x g! (Rollercoaster Records)
- 1998 Martin Fondse Oktemble: Upperground (BV Haast)
- 2001 Martin Fondse Oktemble: Ere Ibeji (BV Haast)
- 2003 hr-Bigband, Ralf Schmid, Martin Fondse: Two Suites: Tribal Dances / Cottacatya!  (HR)
- 2003 Groove Troopers: Zoom Zoo (JJ-Tracks)
- 2008 Martin Fondse & Starvinsky Orkestar: Fragrant Moondrops (Basta Music)
- 2009 XLJAZZ: Martian Art – (BK Disk)
- 2010 Martin Fondse & Wolfert Brederode: Key Figures (Orgelpark)
- 2011 XLJAZZ: Martian World XLJAZZ (BK Disk)
- 2012 Testimoni (Basta Music; Edison-Auszeichnung, mit Eric Vloeimans & Matangi Quartet)
- 2013 Morais & Martin Fondse Project: Talismã (BK Disk)
- 2018 Many Faces of Jazz(Rollercoaster Records)

## Filmographie
- 2004 Vent – Erik van Schaaik
- 2007 Soufiane – Natasja André de la Porte
- 2007 Dennis P. – Pieter Kuijpers (nur Arrangement des Titelsongs)
- 2008 The Phantom of the Cinema - Erik van Schaaik
- 2010 Witte Hond – Natasja André de la Porte
- 2010 Pecker – Erik van Schaaik
- 2010 Overmorgen – Natasja André de la Porte
- 2011 My Long Distance Friend – Carina Molier (zusätzliche Musik: Martin Fondse)
- 2011 Audition – Udo Prinsen (Musik gemeinsam mit Eric Vloeimans)
- 2013 Fallin’ Floyd – Albert ‘t Hooft & Paco Vink